# Makari (Sultanat)
Makari war ein Sultanat der Kotoko im äußersten Norden des heutigen Kamerun, benannt nach der gleichnamigen Stadt, welche am Fluss Serbewel zwischen Logone und Tschadsee, etwa 90 km nordwestlich von N'djamena liegt. Das Sultanat war also gleichzeitig auch ein Stadtstaat, da es, wie die anderen Sultanate der Kotoko in erster Linie aus der Stadt sowie der näheren Umgebung bestand.
Das Schicksal des recht kleines Sultanates ist eng mit dem Sultanat Goulfey verbunden und wird daher gelegentlich als Makari-Goulfey bezeichnet.
Die tschadischsprachigen Kotoko unterteilen sich in mehrere Untergruppen, Staatsvolk von Makari waren die Mpade.
Der Legende nach wurden Staat und Stadt durch den ersten Häuptling Moussakala gegründet, einem Sao, welcher zusammen mit 24 anderen Häuptlingen auf der Suche nach Land zum Siedeln in die Region kam. Der Name der Stadt, Makari bedeutet Hirse in der Sprache der Mpade. Im 15. Jahrhundert wurde Makari zum Sultanat und hat seitdem 30 Sultane gesehen. Als das Sultanat Makari Kanem-Bornu im 16. Jahrhundert tributpflichtig wurde, setzte auch die Islamisierung der Gesellschaft Makaris ein. Unter der deutschen Kolonialverwaltung im Kamerun war Makari die Hauptstadt Kotokos, verlor diesen Status jedoch an Goulfey, nachdem Kamerun im Ersten Weltkrieg an die Franzosen fiel.
Als das Gebiet vom Französischen Kolonialreich einverleibt wurde, übertrug der Kolonialadministrator Émile Gentil das Land der Kotoko an Jaggara, dem ersten Scheich der Schua-Araber, welcher sich den Franzosen angeschlossen hatte. Das Serbewel-Sultanat genannte Herrschaftsgebiet mit der Hauptstadt Goulfey, welches weiterhin der französischen Kolonialverwaltung unterstand konnte sich indes nicht konsolidieren. Von 1914 an kam es zu erheblichen Spannungen. Die entmachteten Herrscher der Kotoko-Sultanate Makari und Afade stellten eine Armee auf und zogen gen Goulfey. Die daraufhin von den Franzosen gestartete Strafexpedition richtete sich paradoxerweise gegen Shuwa-Araber und nicht gegen die Aufständischen. Da Jaggara nun seiner Machtbasis beraubt war, initialisierte die Kolonialverwaltung eine Neuordnung des Landes. Das Land wurde 1953 nach dem Vorbild der Kotoko-Sultanate in fünf Kantone unterteilt, namentlich Makari, Goulfey, Wulki, Afade und Bodo. Weiter südlich existierte mindestens noch das Kotoko-Sultanat Logone-Birni, welches von den Unruhen nicht betroffen war, da es offensichtlich nie zu einer Eingliederung in das Serbewel-Sultanat gekommen war.
In den Jahren 2005 und 2010 kam es zu Überschwemmungen, welche zu Epidemien führten, daneben gab es wiederkehrende Spannungen zwischen Mpade und Arabern, welche sich bis heute noch nicht recht gelöst haben.
Die Stadt selbst, in der etwa 8000 Menschen leben, ist inzwischen arabisch dominiert, während im Umland, welches etwa 130.000 Menschen eine Heimat bietet, Mpade und Araber ungefähr zu gleichen Teilen leben. Zwischen den Mpade und den Arabern kommt es öfter zu stammeskriegsähnlichen Konflikten, der Sultan von Makari jedoch ist bemüht, Frieden zwischen den verfeindeten Parteien herzustellen.
Die Vorherrschende Religion ist der Islam, daneben gibt es einige Animisten sowie Katholiken.